# Među zvezdama
Među zvezdama je četvrti studijski album jugoslovenskog i srpskog rok benda YU grupa.
Među zvezdama je prvi album grupe snimljen s gitaristom Nedžatom Maculjom i novim bubnjarom Draganom Mičićem, koji je zamenio Ratislava Đelmaša. Na albumu je gost bivši član Bata Kostić. Pesme koje se izdvajaju su Među zvezdama i Opasno koju su uradili Kostić i Marina Tucaković.

## Spisak pesama
1. Među zvezdama 	2:44
2. Majko, žedan sam 	3:41
3. Pevaj i ti 	2:33
4. Budi sa mnom 	5:23
5. Ne znam ni sam šta da ti dam 	3:37
6. Opasno 	4:02
7. Razlog više da postojim 	3:20
8. Galebov let 4:30
9. Poleti ptico 5:39

## Postava benda
- Dragi Jelić – gitara, vokal
- Žika Jelić – bas gitara, vokal
- Nedžat Maculja – gitara
- Dragan Micić – bubnjevi

### Gost
- Miodrag Bata Kostić

## Spoljašnje veze
- Istorija YU grupe
- EX YU ROCK enciklopedija 1960-2006, Petar Janjatović; . ISBN 978-86-905317-1-